# Frank A. Barrett

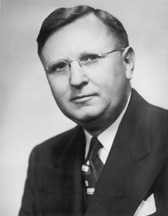

Frank Aloysius Barrett (ur. 10 listopada 1892 w Omaha, zm. 30 maja 1962 w Cheyenne) – amerykański polityk, działacz Partii Republikańskiej, prawnik, ojciec prawnika Jamesa Emmetta Barretta.
W latach 1933–1935 zasiadał w senacie stanu Wyoming. Od 1943 do 1950 reprezentował stan Wyoming w Izbie Reprezentantów Stanów Zjednoczonych. Od 1951 do 1953 pełnił funkcję gubernatora Wyomingu. W latach 1953–1959 był senatorem 1. klasy ze stanu Wyoming.
Był dwukrotnie żonaty. Miał czworo dzieci.